# Reederei Cassen Eils
Die Reederei Cassen Eils GmbH ist eine im Seebäder- bzw. Inselverkehr nach Helgoland und Neuwerk sowie im Ausflugsverkehr ab Cuxhaven und Fedderwardersiel tätige Reederei. Das heute zur Firmengruppe AG Ems gehörende Unternehmen ist die älteste aktive Helgoland-Reederei.

## Geschichte der Reederei
Die Reederei Cassen Eils wurde im Juni 1952 durch den Kapitän, Reeder und Namensgeber Cassen Eils sowie seinen Partner Ludwig Visser gegründet und nahm als erste deutsche Reederei in der Nachkriegszeit den Linienverkehr zur Insel Helgoland mit dem gebraucht erworbenen Seebäderschiff Rudolf auf.
Ihren Höhepunkt erlebte die Reederei in den Jahren 1970 bis 1999, in denen Cassen Eils mit bis zu sieben Schiffen zahlreiche Helgolandverbindungen unter anderem von Büsum, Cuxhaven, Norderney und Sylt betrieb, sowie Duty-Free-Einkaufsfahrten auf der Ostsee auf den Routen Eckernförde–Sønderborg, Kiel-Laboe–Langeland, Kiel-Laboe–Ærøskøbing und Sassnitz–Rønne durchführte. Mit dem Wegfall des Duty-Free-Verkaufes zog sich die Reederei aus dem Ostseeverkehr zurück und konzentrierte sich auf den Helgoland-Verkehr und die Neuwerk-Linie.
Die Schiffe der Reederei verkehren heute auf den Routen Cuxhaven–Helgoland, Büsum–Helgoland, Bremerhaven–Helgoland, Hooksiel-Helgoland und Cuxhaven–Neuwerk. Im Winterhalbjahr stellt die dann in Eigenregie angebotene Verbindung ab Cuxhaven mit der Helgoland die einzige Schiffsverbindung nach Helgoland dar. Das Schiff läuft ganzjährig direkt den Helgoländer Südhafen an und ankert nicht auf Reede, so dass auch das Ausbooten mit Börtebooten entfällt.
Im September 2010 wurde die Reederei Cassen Eils von der ebenfalls im Helgolandverkehr aktiven Reederei AG Ems übernommen. Damit endete die fast 60-jährige Unabhängigkeit der Reederei. Der neue Eigentümer führt die Reederei Cassen Eils als Tochterunternehmen im Unternehmensverbund weiter.
Im Februar 2019 gaben die Reedereien Adler-Schiffe und Cassen Eils die Gründung der gemeinsamen Gesellschaft Adler & Eils bekannt, über die sie in Büsum zusammenarbeiten. Die von Büsum aus im Helgoland-Verkehr eingesetzte Funny Girl wurde im April 2019 an die neue Reederei überstellt.

## Aktuelle Schiffe der Reederei
- Funny Girl, Baujahr 1973, 799 Fahrgäste, im Sommer Büsum–Helgoland.
- Fair Lady, Baujahr 1970, 799 Fahrgäste, seit Frühjahr 2011 Bremerhaven–Helgoland.
- Flipper, Baujahr 1977, 499 Fahrgäste, im Sommer Cuxhaven–Neuwerk, Cuxhaven–Seehundsbänke, Cuxhaven–Nord-Ostsee-Kanal.
- Helgoland, Baujahr 2015, 1060 Fahrgäste; das bei der Fassmer-Werft gebaute Schiff wurde im Dezember 2015 in Betrieb genommen und wird ganzjährig auf der Strecke Cuxhaven–Helgoland eingesetzt.
- Wega II, Baujahr 1986, 150 Fahrgäste, unternimmt seit April 2017 von Fedderwardersiel Ausflugsfahrten auf die Nordsee. Seit 2020 um 4,5 Meter verlängert.
- Störtebeker, Baujahr 1989, 211 Fahrgäste, wird für Fahrten zur Seehundsbank, Hafenrundfahrten und Charterfahrten eingesetzt.
- Otter, 1923 als Schleppbarkasse gebaut; 1989 Umbau zum Ausflugsschiff, 86 Fahrgäste, wird für Fahrten zur Seehundsbank, Hafenrundfahrten und Charterfahrten genutzt.
- Nordlicht II, Baujahr 2021, 450 Fahrgäste; der in der Penguin-Werft in Batam gebaute Katamaran ist mit 35 kn deutlich schneller als z. B. die Helgoland (21 kn); die Indienststellung war ursprünglich für Sommer 2021 geplant.[6]
- Artemis, Baujahr 1978, 170 Fahrgäste

## Ehemalige Schiffe der Reederei
- Rudolf, (Baujahr 1894), 1952–1956
- Seute Deern, Baujahr 1961 (unter Privatcharter, Restaurant- und Konferenzschiff im Hafen Hamburg-Harburg)
- Wappen von Cuxhaven (Baujahr 1967), 1977–1985
- Wappen von Norderney (Baujahr 1967), 1979–1987
- Atlantis (Baujahr 1956), 1956–1972
- Flipper, Baujahr 1967
- Helgoland, Baujahr 1972 (2006 bis 2014 Wilhelmshaven–Helgoland)
- Atlantis, Baujahr 1972 (ex Helgoland, ex First Lady)
- Atlantis, Baujahr 1999 (2018 und 2019 für Fahrten auf der Unterelbe eingesetzt)